# Svei
Svei S.p.A. è un'azienda italiana che opera nel campo dell'ingegneria e dell'edilizia.

## Storia
È stata fondata a Roma il 4 ottobre 1972 con il nome di Svei - Sviluppo Edilizia Industrializzata S.p.A. da Italstat (51%), Anic (24,5%), Montecatini Edison (24,5%).
L'obiettivo societario era la sperimentazione e lo studio di nuovi materiali da impiegare nell'edilizia e la progettazione di opere da costruire con componenti prodotti dai tre soci fondatori.
Nel 1986 assume l'attuale ragione sociale.
È stata privatizzata nel 2001 e ceduta a Studio Altieri.

## Dati societari
- Ragione sociale: Svei S.p.A.
- Sede legale: Via Salaria 394/A - 00199 Roma
- Presidente: Leonardo Buonvino